# Lac-Brome
Lac-Brome, på engelska även kallad Brome Lake, är en stad (kommun av typen ville) i provinsen Québec i Kanada, vars centrum är byn Knowlton. Den ligger i regionen Estrie, i den sydöstra delen av landet, 250 km öster om huvudstaden Ottawa. Staden bildades 1971 genom sammanslagning av bykommunerna Knowlton och Foster med kantonen Brome.
Kommunen är officiellt tvåspråkig (franska och engelska), med 56 % fransktalande och 43 % engelsktalande (modersmålstalare) vid folkräkningen 2021. Den är förebild för "Three Pines" i Louise Pennys böcker.